# Вейгеровський повіт
Вейгеровський повіт (пол. powiat wejherowski) — один з 16 земських повітів Поморського воєводства Польщі.
Утворений 1 січня 1999 року в результаті адміністративної реформи.

## Загальні дані
Повіт знаходиться у північній частині воєводства.
Адміністративний центр — місто Вейгерово.
Станом на 1.01.2008 населення становить 185 831 осіб, площа 1279,9 км².

## Демографія
Демографічні дані повіту станом на 31 grudnia.2007:
|       | Всього  | Всього | Жінки  | Жінки | Чоловіки | Чоловіки |
| ----- | ------- | ------ | ------ | ----- | -------- | -------- |
|       | осіб    | %      | осіб   | %     | осіб     | %        |
| Повіт | 185 831 | 100    | 93 958 | 50,6  | 91 873   | 49,4     |
| Міста | 109 723 | 100    | 56 482 | 51,5  | 53 241   | 48,5     |
| Села  | 76 108  | 100    | 37 476 | 49,2  | 38 632   | 50,8     |